# Напани (Индијана)
Напани (енгл. Nappanee) град је у америчкој савезној држави Индијана.

## Демографија
По попису из 2010. године број становника је 6.648, што је 62 (-0,9%) становника мање него 2000. године.
| Група             | 2000.         | 2010.         |
| Белци             | 6.283 (93,6%) | 6.091 (91,6%) |
| Афроамериканци    | 19 (0,3%)     | 46 (0,7%)     |
| Азијати           | 23 (0,3%)     | 14 (0,2%)     |
| Хиспаноамериканци | 334 (5,0%)    | 410 (6,2%)    |
| Укупно            | 6.710         | 6.648         |